# 1993 RA3
1993 RA3 är en asteroid i huvudbältet som upptäcktes 14 september 1993 av den amerikanske astronomen Eleanor F. Helin vid Palomar-observatoriet.
Asteroiden har en diameter på ungefär 5 kilometer och den tillhör asteroidgruppen Eunomia.